# Lillaz
Lillaz (pron. fr. AFI: [lila]) è una frazione di Cogne in val di Cogne.

## Toponomastica

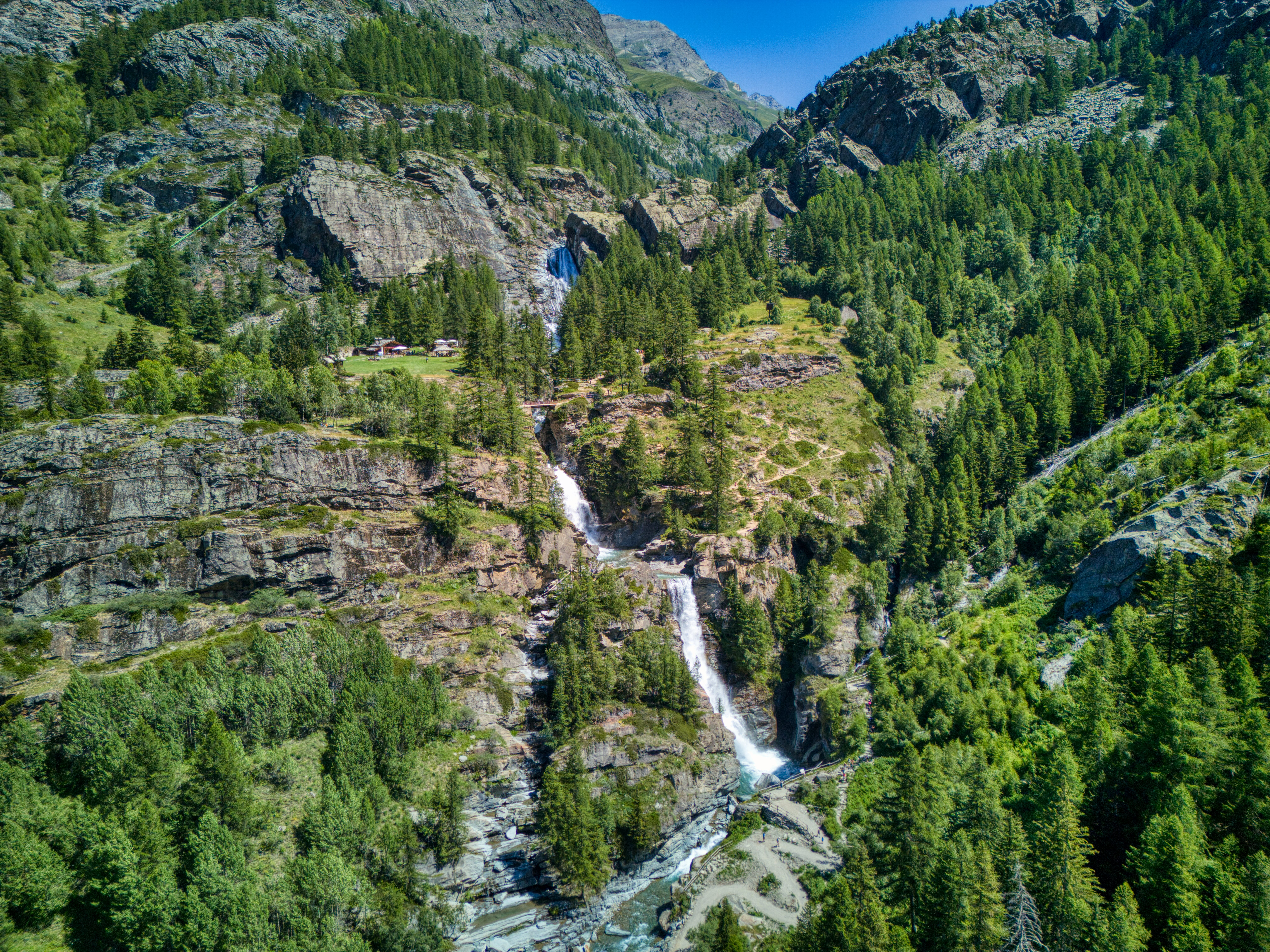
Le cascate di Lillaz

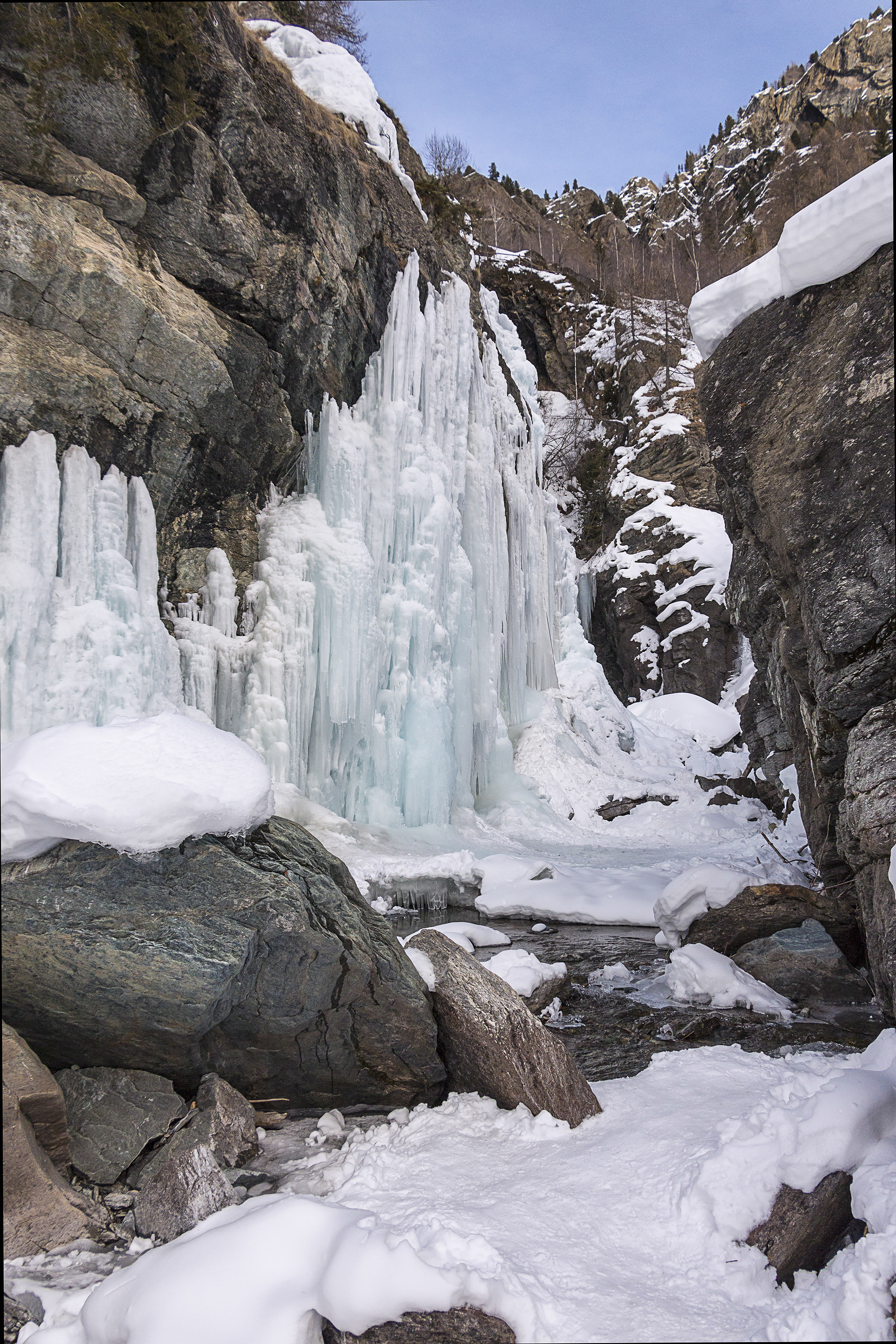
Le cascate di Lillaz ghiacciate

Secondo Joseph-Marie Henry, il toponimo Lillaz deriva dal latino insula ed è largamente attestato in Valle d'Aosta, sia nella forma in patois Lillaz, sia in francese Les Îles. A differenza del senso proprio in italiano o francese, ila o lila (con contrazione dell'articolo determinativo) non indica un'isola, bensì un terreno situato sulla riva di un torrente e soggetto quindi per sua natura a frequenti inondazioni o erosioni d'acqua. È un toponimo largamente attestato nella zona compresa grossomodo tra Aymavilles e Pontey, nel fondovalle della Dora Baltea, nella forma Les Îles. È la stessa origine del toponimo della città di Lille.
Secondo la pronuncia del patois valdostano, il nome "Lillaz" va pronunciato omettendo la "z" finale, lo sdoppiamento della "L" e prolungando leggermente il suono della "i", quindi "Lìla", come per molti altri toponimi e cognomi valdostani e delle regioni limitrofe (la Savoia, l'Alta Savoia e il Vallese).
Questa particolarità, che si discosta dalle regole di pronuncia della lingua francese standard, risale a uno svolazzo che i redattori dei registri del regno di Piemonte-Sardegna erano soliti aggiungere alla fine dei toponimi o dei nomi da pronunciare come dei parossitoni, cioè con l'accento sulla penultima sillaba, molto diffuso in francoprovenzale. In seguito, questo piccolo segno è stato assimilato a una zeta, e come tale spesso viene pronunciata sia dagli italofoni che dai francofoni.

## Collocazione
Si trova a monte e a est di Cogne, principalmente sviluppata su lato sinistro del torrente Urtier. A Lillaz la val di Cogne si suddivide nella Valeille (che punta verso sud) e nel vallone dell'Urtier (che continua verso est).

## Economia

### Turismo
La località è luogo di partenza per diverse escursioni. Si trova lungo il tracciato dell'Alta via della Valle d'Aosta n. 2.
Le cascate di Lillaz sono formate dal torrente Urtier poco sopra l'abitato della località, all'inizio del sentiero che porta alle cascate è stato creato un piccolo parco geolitologico con la sistemazione di blocchi di rocce delle differenti litologie dell'area con pannelli esplicativi.